# Pan Dalí

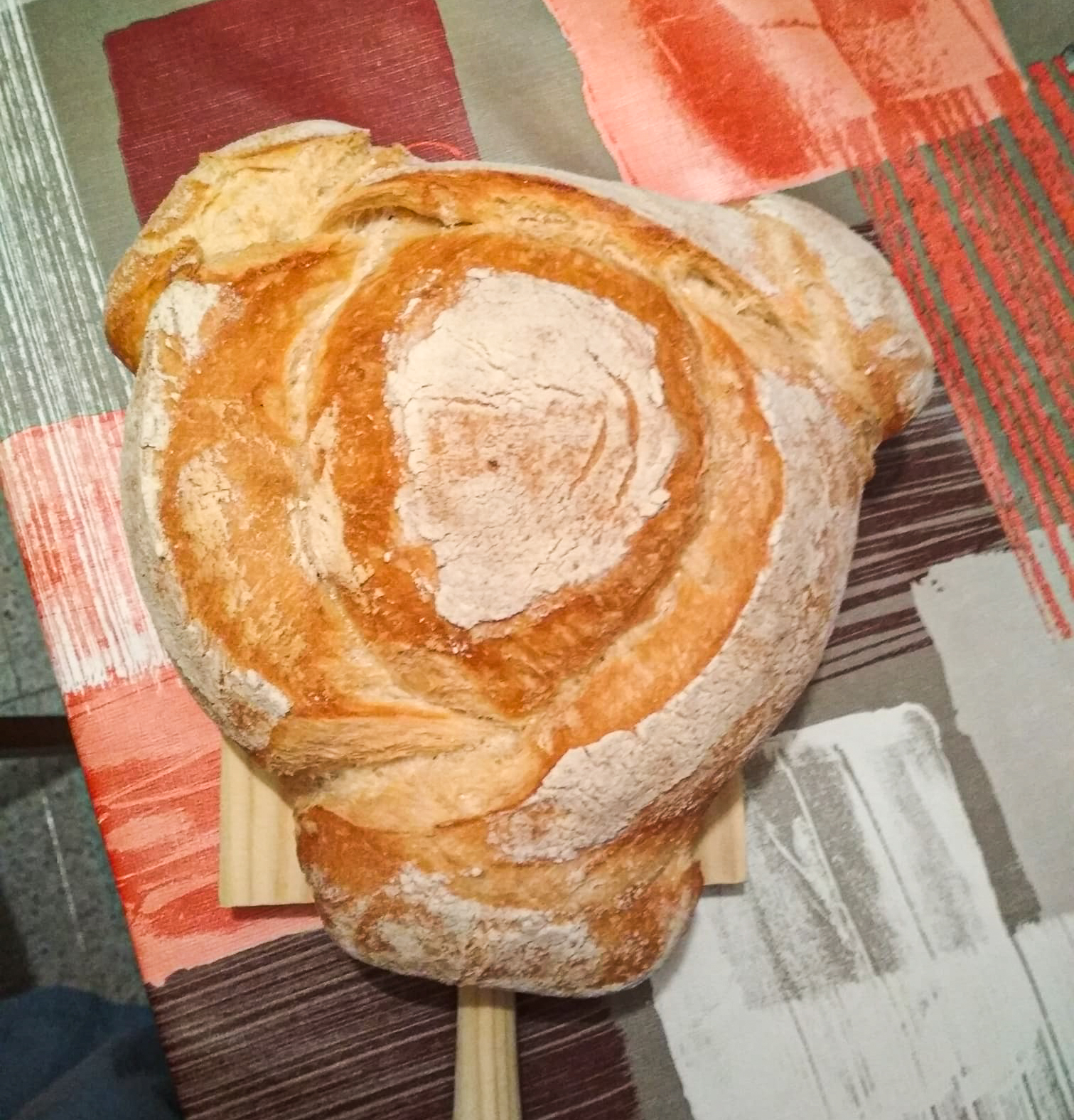
Pan Dalí

El pan Dalí o pan de tres crostones (pa de tres crostons en catalán) es una variedad española de pan que recibe su nombre del pintor surrealista Salvador Dalí. Crostons es el nombre catalán para los curruscos. A diferencia de un pan normal, que cuenta con dos curruscos (uno en cada extremo), el pan Dalí cuenta con tres de ellos.

## Origen
Este pan existió antes que el pintor. Según Jaume Fàbrega, antiguamente en Salt, en Bañolas y en el Ampurdán, el pa de tres cantons o crostons era un «pan de funerales», que se servía en estas ocasiones. La denominación pa de crostons ha sido usada históricamente por panaderías desde Barcelona hasta el Ampurdán para referirse a piezas similares. También es llamado pa fressat (‘pan trillado’), pa de cantells (‘pan de cantos’) o pa de merlets (‘de almenas’); en Ulldecona, se le conoce como pa de canonge (‘de canónigo’); en Villafranca del Panadés como pa de colze (‘de codo’) y en Llufríu pa de tres corns (‘de tres cuernos’).
Sin embargo, fue Dalí quien volvió famoso el pan de tres crostones cuando decidió inmortalizarlo en las paredes de la Torre Galatea (de su Teatro-Museo) llenándolas con aproximadamente 1200 figuritas de este pan. Además, se han conservado diversas fotografías en las que se ve al pintor portando un sombrero con la forma de este pan; por ejemplo Dalí en una corrida de toros en Figueras, en 1961, junto a Gala, entre otras.
Según Àngel Baró, exalcalde de Cadaqués, el pa de tres crostons es un «pan gironés que tiene que reposar, amasar, reposar, amasar y formar. No se trata de hacerle tres crostons y ya, era una pieza de la gente rica, porque es muy elaborado. Mi padre lo hacía cuando Dalí tenía invitados en su casa, de aquí el nombre de ‘pan de Dalí’, no es porque él lo inventara». También se dice, según Àngel Segarra del Gremio de Panaderos Artesanos de las Comarcas Gerundenses, que un padre tenía tres hijas y las tres querían el currusco del pan, así que el padre hizo este pan para que todas estuviesen satisfechas.

## Elaboración
El pan Dalí contiene harina de trigo panificable de fuerza media, agua (60%), masa madre, levadura y sal. La masa usada para el pan es la misma que para el pan de payés. La masa se bolea y se reposa 20 minutos. Quizá la parte más laboriosa sea darle su peculiar forma; para ello se debe moldear una especie de bombín a base de aplanar la masa por los bordes; luego, para formar los crostons, se deben doblar hasta tres veces: una primera vez, se pliegan los bordes hasta formar un triángulo; después, los crostons se retuercen sobre sí mismos; finalmente, se enrollan sobre sí mismos hasta quedar pegados a la masa. Finalmente se deja reposar por segunda, entre 45 y 60 minutos, y se meten al horno a 210 °C hasta quedar bien crujientes.
Una vez horneado y servido a la mesa, no es necesario cortarlo con cuchillo; se parten manualmente los crostons para que al final de la comida quede tan solo un centro esponjoso.

## Dalí y el pan
Este pan es típico de Figueras, donde Dalí nació y creció. Lo adoptó como pan arquetípico para varias de sus obras. En el libro Dalícies, a taula amb Salvador Dalí (2004), Fàbrega explica que el pintor «siempre tuvo una gran afección por el pan, que zampaba con erizos, sardinas, etc». Se cree que Dalí fue un devoto del pan Dalí, y que por eso lo bautizó con su propio nombre. Ningún alimento tiene la presencia y significación en sus obras como el pan. El pan es un tema recurrente y fetichista en la obra del pintor. Algunas pinturas de Dalí con panes son:
- Mujer con pan catalán, 1932
- Pan antropomorfo, 1932
- Pan catalán, 1932
- Pan francés medio con dos huevos al plato sin el plato, a caballo, intentando sodomizar a una miga de pan portugués, 1932
- El pan sobre la cabeza y el hijo pródigo con el padre, 1936
- Dos trozos de pan expresando el sentimiento del amor, 1940

Asimismo, Dalí pintó dos bodegones sobre cestas de pan; la primera en 1926 y la segunda en 1945. Una vez comentó que comparando ambas «se podía estudiar toda la historia de la pintura, desde el encanto lineal del primitivismo hasta la hiperesteticismo estereoscópico».